# Små og mellemstore virksomheder
Små og mellemstore virksomheder (SMV) er af EU defineret sådan, at en virksomhed tilhører kategorien "små", hvis der er under 50 ansatte, og en årlig omsætning eller en samlet årlig balance på ikke over 10 mio. EUR. En virksomhed tilhører kategorien "mellemstor", hvis der er 50 eller flere men under 250 ansatte og en årlig omsætning på ikke over 50 mio. EUR eller en årlig samlet balance på ikke over 43 mio. EUR.
Som en del af Lissabon-processen vil EU have særligt fokus på de små og mellemstore virksomheder.
Da langt de fleste danske virksomheder vil kvalificeres som SMV'er, anvendes til tider i Danmark andre definitioner på en SMV. Håndværksrådet vurderer alene virksomhederne ud fra antallet af ansatte, idet Håndværksrådet anser en "lille virksomhed" som en virksomhed med under 10 ansatte, og en mellemstor virksomhed som en virksomhed med under 100 ansatte. Danmarks Eksportråd definerer SMV'er som havende mindre end 100 ansatte og omsætning under 100 mio. kr.